# Pál Szinyei Merse
Pál Szinyei Merse, född 4 juli 1845 i Szinyeújfalu, död 2 februari 1920 i Jernye, var en ungersk målare.
Szinyei studerade i München för Karl von Piloty, men synes ha tagit föga intryck av denne. Hans första tavlor, Kärlekspar och Modern med barnen gjorde ingen lycka, och Picknick (ett brokigt sällskap på en grön äng, 1873) gjorde fiasko i München, Wien och Budapest. Denna tavla, som nedgjordes av kritiken och som museet i sistnämnda stad då vägrade ta emot som gåva, hade stor framgång 1896 och inköptes då av ungerska staten. Tavlan fick 1901 stora medaljen i München. 
Szinyei var en kraftig realist och betydande färgkonstnär, på sin tid banbrytare i sitt land. Han blev erkänd och uppburen och direktör för akademien i Budapest.